# Cantua buxifolia
Cantua buxifolia – gatunek rośliny należący do rodziny wielosiłowatych. Pochodzi z Peru i Boliwii, rośnie dziko na wysokości od 1.200 do 3.800 m n.p.m. Często uprawiana jako roślina ozdobna. Znana w obszarze występowania pod nazwą miejscową kantuta pochodzącą z języka keczua qantu.

## Morfologia
PokrójKrzew osiągający wysokość do 3 m.
LiścieLancetowate, szorstkie.
KwiatyO wyrazistych kontrastowych barwach, zazwyczaj żółty, intensywnie czerwony, biały lub różowy. Bez zapachu. Zapylane przez kolibry i owady

## Znaczenie kulturowe
- Ze względu na kolory kwiatów, przypominające flagę boliwijską, trójbarwna odmiana kantuty wybrana została jako jeden z dwóch "kwiatów narodowych" Boliwii (drugim jest helikonia dziobata)[7].
- Również kwiat narodowy Peru, określany mianem "świętego kwiatu Inków", popularnego w uprawie już w czasach inkaskich i wykorzystywanego wówczas podczas ceremonii religijnych i państwowych.